# Roberto Lewis
Roberto Gerónimo Lewis García de Paredes (Ciudad de Panamá, 30 de septiembre de 1874 - Ciudad de Panamá, 22 de septiembre de 1949), simplemente conocido como Roberto Lewis, fue un pintor y escultor panameño.

## Biografía
Roberto Gerónimo Lewis y García de Paredes nacido el 30 de septiembre de 1874 en Panamá.
Realizó sus estudios primarios en la escuela católica de las Hermanas de San Vicente de Paul , y comenzó los estudios secundarios en el Colegio de los Hermanos Cristianos. Su familia lo envió a París donde terminó su educación secundaria.
Regresó a Panamá, donde se dedicó a los negocios de su familia. Después de una breve estadía regresó a París, donde estudió con el pintor academicista León Bonnat (1833-1923) y después con el posimpresionista Albert Dubois-Pillet (1846-1930).
De vuelta al país se le comisiona para que realice una serie de obras que deberían exaltar la majestuosidad de algunos edificios públicos.
La arquitectura neoclásica introducida por Genaro Ruggieri es la “arquitectura oficial” de la época y se plasma en obras como el Teatro Nacional, el Palacio de Gobierno, el Palacio de Justicia, el Palacio Municipal y el Instituto Nacional.
El clasicismo de Lewis será paralelamente la «pintura oficial» de la época y dará inicio a una expresión singular de la pintura en Panamá. De ese periodo (1907) data el telón de boca, el plafón y el foyer del Teatro Nacional.

Estos trabajos demuestran una rara maestría del dibujo y el escorzo, sobre todo en el encadenamiento circular de cuerpos seráficos que se elevan para festejar el nacimiento de la República.

Lewis demostró una excelente disposición para el paisaje y el retrato, trabajos en los cuales se desembarazó de los exigentes cánones del clasicismo.
Cuando el Gobierno de Panamá decidió separarse de Colombia en 1903, Roberto Lewis fue nombrado cónsul de Panamá en París.
En 1905 expuso obras en el Salón Anual de los Artistas Franceses. Su retrato L'homme quit rit (El hombre que ríe) le abrió las puertas de la fama en el exigente y refinado medio parisino.
Fue meritoria su defensa de los intereses panameños en relación con el traspaso de bienes de la Compañía del Canal Francés a Estados Unidos. Desgraciadamente sus gestiones patrióticas fueron desautorizadas.
Al regresar a Panamá, en 1912, se dedicó de lleno a la pintura y la enseñanza. Fue nombrado director de la Escuela Nacional de Pintura. En 1915 fue director artístico de la exposición de la Nación de Panamá, en compañía de Narciso Garay y Carlos Endara. Fue profesor de pintura hasta 1937, año en que se jubiló en el Instituto Nacional en la Escuela de Artes y Oficios y algunos colegios profesionales particulares.
Trabajó en la Escuela Nacional de Bellas Artes, de la que fue director hasta 1935. Sus discípulos más importantes fueron Humberto Ivaldi, Isaac Benítez y Juan Manuel Cedeño.
En 1936 pintó una serie mural en el aula máxima de la Escuela Normal Juan Demóstenes Arosemena, en la que trató de plasmar la historia de la humanidad, pero esa obra quedó inconclusa.
A principios del siglo XX destaca la arquitectura canalera, siguiendo el diseño estadounidense de la «ciudad jardín», combinándolo con amplias avenidas simulando el Paseo del Prado en Madrid (España). Se destacan las arcadas continuas para uso peatonal, el trazado regular de la trama urbana, las grandes cubiertas y las ventanas rítmicas.
El arquitecto peruano Leonardo Villanueva Meyer siguió el patrón de Ruggieri y se convirtió en el arquitecto oficial del Gobierno. Plasmó su estilo en el edificio de los Archivos Nacionales, la antigua casa Arias Feraud, la casa de la Municipalidad y el Palacio de Gobierno ―o Palacio de las Garzas―, donde colaboró con Roberto Lewis, quien confeccionó todos los frescos, destacándose los del Salón Amarillo y los del Salón de los Tamarindos (basados en los árboles de tamarindo de la isla de Taboga).
Realizó los retratos de los presidentes de la República de Panamá desde 1904 hasta 1948.
Sus obras más importantes se conservan en la Presidencia de la República, en el Teatro Nacional, en el aula máxima de la Escuela Normal «Juan Demóstenes Arosemena» en Santiago (en la provincia de Veraguas). Este fue su último trabajo, que quedó inconcluso. Roberto Lewis falleció el 22 de septiembre de 1949, a los 74 años.

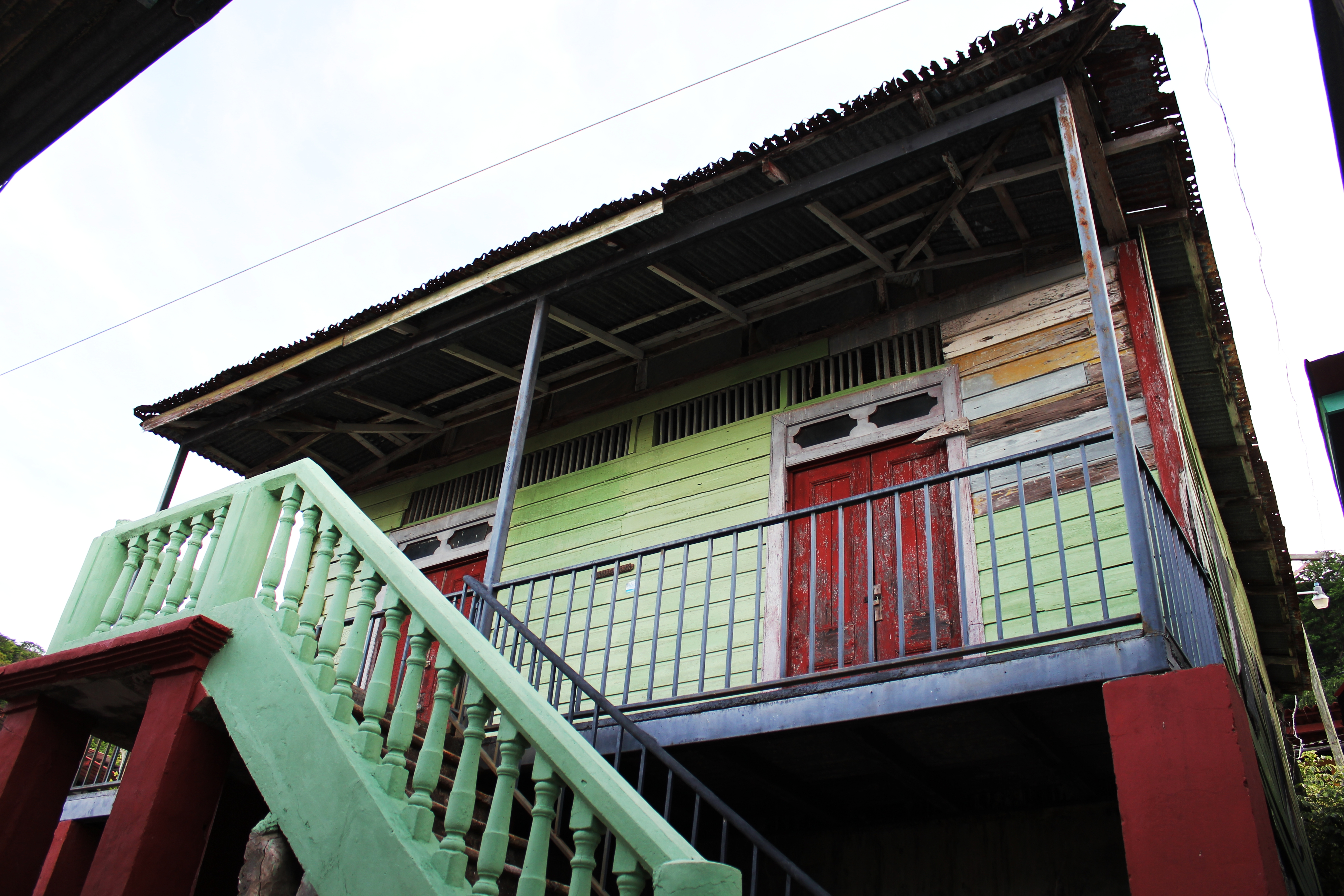
Casa de Roberto Lewis, ubicada en la isla de Taboga.

Su pintoresca cabaña en la isla de Taboga forma parte del Conjunto Monumental Histórico de Taboga (decretado mediante la Ley 6 del 13 de marzo de 2012).
Lewis además de pintor, fue escultor: en La Chorrera se encuentra instalado un busto del poeta panameño Tomás Martín Feulliet (1832-1862), y en el Cuartel General del Benemérito Cuerpo de Bomberos de Panamá se halla el medallón del gobernante panameño Ricardo Arango (1839-1898).